# Неоголошена війна
Неоголошена війна — ворожі дії держави, зазвичай (але не обов'язково) із застосуванням військових дій, за яких держава формально не є стороною, що воює.
Починаючи з другої половини XX століття війни практично[прояснити] перестали оголошувати.

## Історія
Формальне оголошення війни було рідкістю вже до кінця XVIII століття.
Міжнародне право після Вестафальського миру побудоване таким чином, що сторони у оголошеній війні піддаються міжнародним співтовариством ізоляції, що призводить до занепаду їх економік.
Під час чергового обговорення проекту тунелю під Ла-Маншем у 1881–1882 роках в англійському уряді виникло питання щодо військової небезпеки нападу без попередження. Джон Фредерік Моріс, якому було доручено підготувати доповідь з цього питання, з подивом виявив, що «нації іноді ігнорували всі обов'язки оголошення війни та, посеред глибокого миру, зловживали довірливістю своїх сусідів». Клайд Іглтон 1938 року відзначив, що у часи Моріса метою ведення неоголошеної війни було використання переваги раптовості, але з тих пір виникли нові, куди більш потужні фактори: відбулась революція у військовій справі, взаємозалежності держав стали більш складними, з'явились міжнародні організації та пов'язані з ними зобов'язання з оголошення та ведення війни. Іглтон тому й засумнівався в тому, що у майбутньому будь-які війни взагалі будуть оголошуватись, оскільки «дехто вважає оголошення війни анахронізмом, який слід відкинути».
Оголошення війни практично зникло у другій половині XX століття.

### Війни США
За всю історію США конгрес оголосив тільки п'ять війн — востаннє США оголосили війну під час Другої світової війни. При цьому, станом на 1996 рік США відкрито застосовували військову силу за межами країни 234 рази. Після 1945 року всі американські війни, включаючи такі маштабні, як війни у Кореї та у В'єтнамі, були неоголошеними.

### Абхазький конфлікт
У 1992 році, під час війни в Абхазії, до 4000 російських військовослужбовців брали участь у бойових діях проти грузинської армії. Росія не оголошувала Грузії війну, і не визнала участі своїх військ у бойових діях. Після звинувачень в адресу Росії у бомбардуванні цивільних об'єктів та колон біженців, Міністр оборони Росії Павло Грачов заявив, що грузинська сторона нанесла російські знаки розрізнення на свою авіацію і бомбила власних громадян.

### Російська агресія проти України
Під час російської інтервенції до Криму, а згодом у війні на сході України, Росія офіційно заперечувала причетність до військових дій. За словами Івана Вінника, секретаря комітету Верховної Ради з питань національної безпеки, Росія веде гібридну, неоголошену війну.

## Види
Російський «Військовий енциклопедичний словник» до неоголошених війн відносить і не бойові дії:
- економічна блокада;
- дипломатична ізоляція;
- політична конфронтація;
- провокації на кордоні;
- демонстрація сили, інше нарощування військової присутності, загроза силою;
- підтримка сепаратистських та націоналістичних рухів.

## Приклади
- Громадянська війна в Іспанії
- Японсько-китайська війна
- Корейська війна
- Війна у В'єтнамі
- Арабо-ізраїльські війни
- Конфлікти та війни в Африці
- Громадянська війна в Афганістані
- Анексія Криму
- Гібридна війна на сході України (2014)
- Російське вторгнення в Україну (з 2022)